# Decimoséptimo problema de Hilbert
El decimoséptimo problema de Hilbert (uno de los conocidos como veintitrés Problemas de Hilbert, publicados en 1900 por el matemático alemán David Hilbert), se refiere a la expresión de las funciones racionales positivas definidas como sumas de cocientes de cuadrados. La pregunta original puede reformularse como:
- Dado un polinomio multivariable que toma solo valores no negativos sobre los números reales, ¿se puede representar como una suma de cuadrados de funciones racionales?

La pregunta de Hilbert se puede restringir a polinomios homogéneos de grado par, ya que un polinomio de grado impar cambia de signo, y los polinomios homogéneos solo toman valores no negativos si y solo si lo mismo es cierto para el polinomio.

## Motivación
La formulación de la pregunta tiene en cuenta que existen polinomios no-negativos, por ejemplo
{\displaystyle f(x,y,z)=z^{6}+x^{4}y^{2}+x^{2}y^{4}-3x^{2}y^{2}z^{2},}
que no se puede representar como suma de cuadrados de otros polinomios. En 1888, Hilbert demostró que cada polinomio homogéneo no negativo en n variables y grado 2d se puede representar como suma de cuadrados de otros polinomios si y solo si (a)
n=2 o (b) 2d=2 o (c) n= 3 y 2d=4. La demostración de Hilbert no mostró ningún contraejemplo explícito: solo en 1967 Motzkin construyó el primer contraejemplo explícito.
La siguiente tabla resume en qué casos un polinomio homogéneo (o un polinomio de grado par) se puede representar como una suma de cuadrados:
| ¿El polinomio homogéneo se puede representar como suma de cuadrados? | ¿El polinomio homogéneo se puede representar como suma de cuadrados? | 2d (Grado) | 2d (Grado) | 2d (Grado) |                         | ¿El polinomio de grado par se puede representar como suma de cuadrados? | ¿El polinomio de grado par se puede representar como suma de cuadrados? | 2d (Grado) | 2d (Grado) | 2d (Grado) |
| ¿El polinomio homogéneo se puede representar como suma de cuadrados? | ¿El polinomio homogéneo se puede representar como suma de cuadrados? | 2          | 4          | ≥6         | 2                       | ¿El polinomio de grado par se puede representar como suma de cuadrados? | ¿El polinomio de grado par se puede representar como suma de cuadrados? | 4          | ≥6         |            |
| n (Número de variables)                                              | 1                                                                    | Sí         | Sí         | Sí         | n (Número de variables) | 1                                                                       | Sí                                                                      | Sí         | Sí         |            |
| n (Número de variables)                                              | 2                                                                    | Sí         | Sí         | Sí         | n (Número de variables) | 2                                                                       | Sí                                                                      | Sí         | No         |            |
| n (Número de variables)                                              | 3                                                                    | Sí         | Sí         | No         | n (Número de variables) | 3                                                                       | Sí                                                                      | No         | No         |            |
| n (Número de variables)                                              | ≥4                                                                   | Sí         | No         | No         | n (Número de variables) | ≥4                                                                      | Sí                                                                      | No         | No         |            |

## Solución y generalizaciones
El caso particular de n=2 ya fue resuelto por Hilbert en 1893. El problema general fue resuelto afirmativamente, en 1927, por Emil Artin, para funciones semidefinitas positivas sobre los números reales, o más generalmente los cuerpos cerrados reales. Charles Delzell encontró una solución algorítmica en 1984. Un resultado de Albrecht Pfister muestra que una forma semidefinida positiva en n variables se puede expresar como una suma de 2n cuadrados.
Dubois demostró en 1967 que la respuesta es negativa en general para los cuerpos ordenados. En este caso se puede decir que un polinomio positivo es una suma de cuadrados ponderados de funciones racionales con coeficientes positivos.
Gondard, Ribenboim y Procesi, Schacher, dieron una generalización al caso de la matriz (las matrices con entradas de función polinómica que siempre son semidefinidas positivas se pueden expresar como suma de cuadrados de matrices simétricas con entradas de función racionales) mediante una prueba elemental dada por Hillar y Nie.

## Número mínimo de términos racionales cuadrados
Es una pregunta abierta cuál es el número más pequeño
{\displaystyle v(n,d),}
de manera que cualquier polinomio no negativo de n variables de grado d pueda escribirse como la suma de como máximo {\displaystyle v(n,d)} funciones racionales cuadradas sobre los números reales.
El resultado más conocido (a 2008) es
{\displaystyle v(n,d)\leq 2^{n},}
debido a Pfister en 1967.
En el análisis complejo, el análogo hermítico, que requiere que los cuadrados sean normas cuadradas de aplicaciones holomórficas, es algo más complicado, pero cierto para polinomios positivos según un resultado obtenido por Quillen. El resultado de Pfister, por otro lado, falla en el caso hermítico, es decir, no hay límite en el número de cuadrados requeridos, véase D'Angelo-Lebl.